# 江苏省仪征中学
江苏省仪征中学是1942年9月在仪征创立的中等学校，原名“仪征县立初级中学”。1980年被确定为江苏省首批办好的重点中学。1992年被确认为省合格重点高中。2005年通过评估，成为江苏省四星级普通高中。现任校长为姚国平。

## 知名校友[3]
- 纪宝成，中国人民大学校长
- 程肖鹏，苏州大学及南京中医药大学书记
- 郭荣，扬州大学校长
- 曹国兴，教育部国际合作与交流司司长兼港澳台事务办公室主任
- 唐晓渡，中国作家协会会员、北京大学新诗研究所研究员
- 蒋寅，中国社会科学院文学研究所古代文学研究室主任
- 黄旭芒，江苏舜天国际集团总裁
- 戴相龙, 前中国人民银行行长